# Unité urbaine de Flers
L'unité urbaine de Flers est une unité urbaine française centrée sur la commune de Flers, ville de l'Orne au cœur de la deuxième agglomération urbaine du département.

## Données générales
Dans le zonage réalisé par l'Insee en 1999, l'unité urbaine était composée de quatre communes et dans celui de 2010, elle était composée de cinq communes, la commune de La Chapelle-au-Moine ayant été ajoutée au périmètre.
Dans le nouveau zonage réalisé en 2020, elle est composée des cinq mêmes communes.
En 2022, avec 21 212 habitants, elle représente la 2e unité urbaine du département de l'Orne et occupe le 15e rang dans la région Normandie.

## Composition de l'unité urbaine en 2020
Elle est composée des cinq communes suivantes :
| Nom                           | Code Insee | Département | Statut       | Superficie (km2) | Population (dernière pop. légale) | Densité (hab./km2) | Modifier                                    |
| ----------------------------- | ---------- | ----------- | ------------ | ---------------- | --------------------------------- | ------------------ | ------------------------------------------- |
| Flers (ville-centre)          | 61169      | Orne        | ville-centre | 21,15            | 14 308 (2022)                     | 677                | modifier les données · modifier les données |
| La Chapelle-au-Moine          | 61094      | Orne        | banlieue     | 5,32             | 587 (2022)                        | 110                | modifier les données · modifier les données |
| La Lande-Patry                | 61218      | Orne        | banlieue     | 6,60             | 1 752 (2022)                      | 265                | modifier les données · modifier les données |
| Saint-Georges-des-Groseillers | 61391      | Orne        | banlieue     | 7,06             | 3 169 (2022)                      | 449                | modifier les données · modifier les données |
| La Selle-la-Forge             | 61466      | Orne        | banlieue     | 8,32             | 1 396 (2022)                      | 168                | modifier les données · modifier les données |

## Évolution démographique
| 1968   | 1975   | 1982   | 1990   | 1999   | 2008   | 2013   | 2019   |
| ------ | ------ | ------ | ------ | ------ | ------ | ------ | ------ |
| 23 226 | 26 528 | 25 819 | 24 982 | 23 873 | 22 559 | 21 750 | 21 774 |

#### Données générales
- Unité urbaine
- Aire d'attraction d'une ville
- Aire urbaine (France)
- Liste des unités urbaines de France

#### Données démographiques en rapport avec l'unité urbaine de Flers
- Aire d'attraction de Flers
- Arrondissement d'Argentan

#### Données démographiques en rapport avec l'Orne
- Démographie de l'Orne